# HAKAMA
HAKAMA株式会社（英：HAKAMA inc.）は、東京都渋谷区に本社を置き、コンピュータゲームの企画・開発・運営、販売・配信を主に業務内容とする日本の企業。

## 概要
2018年1月29日にはしもとよしふみがマーベラスの執行役員・チーフクリエイティブオフィサーを退職し、仲間とともに設立した企業である。
公式キャラクターとして「HAKAMAさん。」が存在する。「ルーンファクトリーシリーズ」で主にキャラデザインを担当している岩崎美奈子による描き下ろしである。

## 開発作品
- ルーンファクトリー4 スペシャル（Nintendo Switch・Steam・PlayStation 4・XBOX・Windows、販売元：マーベラス）
- ルーンファクトリー5（Nintendo Switch・Steam、販売元：マーベラス）
- WORTH LIFE（Nintendo Switch、販売元：HAKAMA）
- リアセカイ（Nintendo Switch、販売元：ブシロード）
- プログレスオーダーズ（Nintendo Switch・Steam、販売元：ブシロード）